# آلبرتو آنجلینی
آلبرتو آنجلینی (به انگلیسی: Alberto Angelini) (زادهٔ ۲۸ سپتامبر ۱۹۷۴) شناگر اهل ایتالیا است.